# Hucín
Hucín (hongrois : Gice) est un village de Slovaquie situé dans la région de Banská Bystrica.

## Histoire
La première mention écrite du village date de 1327.
La localité fut annexée par la Hongrie après le premier arbitrage de Vienne le 2 novembre 1938. En 1938, on comptait 592 habitants dont 8 d'origine juive. Elle faisait partie du district de Rožňava (hongrois : Rozsnyói járás). Durant la période 1938 - 1945, le nom hongrois Gice était d'usage. À la libération, la commune a été réintégrée dans la Tchécoslovaquie reconstituée.

## Démographie

### Évolution de la population
| Année:               | 1994. | 2004.   | 2014.    | 2024.   |
| -------------------- | ----- | ------- | -------- | ------- |
| Nombre de personnes: | 795   | 782     | 913      | 915     |
| Différence:          |       | -1,63 % | +16,75 % | +0,21 % |

| Année:               | 2023. | 2024. |
| -------------------- | ----- | ----- |
| Nombre de personnes: | 915   | 915   |
| Différence:          |       | +0 %  |